# 35 (szám)
A 35 (római számmal: XXXV) egy természetes szám, félprím, az 5 és a 7 szorzata; binomiális együttható.

## A szám a matematikában
A tízes számrendszerbeli 35-ös a kettes számrendszerben 100011, a nyolcas számrendszerben 43, a tizenhatos számrendszerben 23 alakban írható fel.
A 35 páratlan szám, összetett szám, azon belül félprím, kanonikus alakban az 51 · 71 szorzattal, normálalakban a 3,5 · 101 szorzattal írható fel. Négy osztója van a természetes számok halmazán, ezek növekvő sorrendben: 1, 5, 7 és 35.
A 35 tetraéderszám, középpontos köbszám, ötszögszám és pentatópszám. Középpontos tetraéderszám.
Störmer-szám.
A tízszög átlóinak száma 35.
A 35 három szám valódiosztó-összegeként áll elő, ezek a 93, a 145 és 253.
A 35-ös szám több pitagoraszi számhármasban szerepel, ilyenek a (35; 84; 91), a (35; 120; 125), valamint a (12; 35; 37) és a (21; 28; 35) hármasok.
Az első 35 pozitív egész szám összege (vagyis a 35. háromszögszám) 630, e 35 szám szorzata (azaz a 35 faktoriálisa): 35! = 1,03331479663861 · 1040.
A {\displaystyle _{7 \choose 3}}, illetve a {\displaystyle _{7 \choose 4}} binomiális együttható értéke 28.
A 35 négyzete 1225, köbe 42 875, négyzetgyöke 5,91608, köbgyöke 3,27107, reciproka 0,028571. A 35 egység sugarú kör kerülete 219,91149 egység, területe 3848,451 területegység; a 35 egység sugarú gömb térfogata 179 594,38003 térfogategység.
A 35 helyen az Euler-függvény helyettesítési értéke 24, a Möbius-függvényé 1, a Mertens-függvényé −1.

## A szám a társadalomtudományokban
35-ök – az FKGP parlamenti frakciójának kettészakadása után a Torgyán József vezette kisebbségi csoporttal szemben a koalíciót támogató többségi csoport (Pásztor Gyula vezetésével).

## A szám a kultúrában
Erich Kästner egyik regényének címe: Május 35.

## A szám mint sorszám, jelzés
A periódusos rendszer 35. eleme a bróm.